# Ma Shi Chau
La isla Ma Shi Chau (en chino: 馬屎洲; que literalmente significa ‘Isla de los excrementos de Caballo’) es una isla de la región administrativa especial de Hong Kong, bajo la administración del distrito de Tai Po, en la República Popular de China. Se encuentra ubicada en el puerto de Tolo en los nuevos territorios (cerca de Sam Mun Tsai). Está conectada con la otra isla, Yim Tin Tsai, por una estrecha franja de tierra que sólo es accesible cuando la marea está baja. Ma Shi Chau tiene una superficie de 0,61 kilómetros cuadrados. Es parte del área especial de Ma Shi Chau, ya que presenta características de tómbolo y con mareas rara vez vistas en Hong Kong. Es la isla más grande de las cuatro en la zona especial, siendo las otras la de Yeung Chau, la isla de Centro y otra isla sin nombre cerca de Yim Tin Tsai.